# 塔罗 (所羅門群島)
塔羅是索羅門群島舒瓦瑟爾省的首府。塔羅位於舒瓦瑟爾島西北海岸的舒瓦瑟爾灣。根據索羅門群島於2009年所作的人口調查數據顯示，居住於塔羅島的居民有507人。 

## 概述
塔羅島是舒瓦瑟爾灣機場的所在地，由索羅門航空公司提供飛往吉佐和其他目的地的航班。
塔羅島很容易受到海平面上升的影響。根據約翰·亞歷山大·丘奇、科林·伍德羅夫以及澳大利亞聯邦科學與工業研究組織的其他研究人員於2016年的預測，由於海平面上升的威脅，塔羅島將成為全球第一個重新安置居民的省會城市。